# Samhällets bästa
Samhällets bästa var ett lokalt politiskt parti som verkat i olika majoriteter från 1973 till 2014 i Tjörns kommun. Det var representerat i kommunfullmäktige med två mandat (5,5 % av rösterna) i kommunvalet 2010. Partiet skulle enligt sina stadgar främst verka för sydvästra delen av Tjörn och dess öar. Partiet tillhörde inget av de traditionella höger/vänsterblocken.
Några frågor som stod partiet nära är:
- Bevara och utveckla skolor, daghem och förskolor.
- Slå vakt om en bra äldreomsorg.
- Se till brandvärnen och biblioteken bevaras.
- Värna om affärer och andra serviceinrättningar.
- Bra kommunikationer både till land och till sjöss.
- Engagemang kring idrotts- och fritidsfrågor.
- Se till så att de traditionella näringarna beredningsindustri, fiske och sjöfart ges tillfälle att utvecklas.

Partiet bestämde sig för att inte ställa upp i valet 2014, och ställde inte heller upp i valet 2018.